# Subatomär fysik
Subatomär fysik beskriver atomers beståndsdelar och andra partiklar mindre än atomer även om subatomära partiklar kan ha större massa än en del atomer. Det finns två typer av subatomära partiklar, elementarpartiklar vilka enligt nuvarande teorier inte är sammansatta av andra partiklar och sammansatta partiklar. Dessa partiklar studeras i partikelfysik och kärnfysik.

## Källhänvisningar
1. ↑  ”Subatomic particles”. NTD. Arkiverad från originalet den 16 februari 2014. https://web.archive.org/web/20140216092512/http://www.ndt-ed.org/EducationResources/HighSchool/Radiography/subatomicparticles.htm. Läst 11 april 2014.
2. ↑  Bolonkin, Alexander (2011). Universe, Human Immortality and Future Human Evaluation. Elsevier. sid. 25. ISBN 9780124158016
3. ↑  
Fritzsch, Harald. Elementary Particles. World Scientific. sid. 11–20. ISBN 978-981-256-141-1. http://books.google.com/?id=KFodZ8oHz2sC&printsec=frontcover

Den här artikeln är helt eller delvis baserad på material från engelskspråkiga Wikipedia.